# 桑吉亚·尼班德拉机场
桑吉亚·尼班德拉机场，IATA代码：；ICAO代码：，是印度尼西亚东南苏拉威西省的一座机场，位于科拉卡县境内，主要服务城镇是科拉卡县的县治科拉卡，距离科拉卡40千米。2016年计划将跑道延长到2,350米。

## 航空公司和目的地
| 航空公司 | 目的地         |
| -------- | -------------- |
| 快速航空 | 望加锡、肯达里 |
| 飛翼航空 | 望加锡         |
| 航星航空 | 肯达里、马马萨 |
| 苏西航空 | 肯达里、帕洛波 |

## 事故
2013年11月26日，机场办公楼因雷击在大火中烧毁，之后机场关闭，所有航班转移到肯达里哈罗柳机场。

## 资料来源
1. ↑  .   [2017-05-31]. （原始内容存档于2019-12-08）.
2. ↑  .   [2017-05-31]. （原始内容存档于2014-08-26）.
3. ↑  .   [2017-05-31]. （原始内容存档于2019-12-09）.